# Henrik Anckarsäter
Pär Henrik Georg Anckarsäter, född Söderström den 12 oktober 1966 i Göteborg, död den 9 mars 2021 i Askim, var en svensk professor i rättspsykiatri vid Göteborgs Universitet. Han var en av grundarna till Centrum för etik, juridik och mental hälsa  vid Sahlgrenska Akademin vid Göteborgs Universitet, och var överläkare vid Sahlgrenska Universitetssjukhuset. Han har varit gästprofessor vid  Université Paris XII, Frankrike, och Lunds Universitet och styrelseledamot i the International Academy of Law and Mental Health. Anckarsäters forskning är inriktad mot barnneuropsykiatri, inklusive autismspektrumtillstånd, utvecklingen av personlighet i unga vuxenår och våldsbrottslighet. Han publicerade ungefär 200 artiklar i internationella referentgranskade tidskrifter. Anckarsäter är begravd på Askims södra kyrkogård.